# 臺北市士林區葫蘆國民小學
臺北市士林區葫蘆國民小學（Taipei Municipal Hulu Elementary School），位於台北市士林區環河北路三段95號。

## 校史及環境
因應葫蘆地區激增，社子國小校舍也不足的背景下，於民國64年（1975年）8月1日正式成立台北市士林區葫蘆國民小學。校園周邊為延平北路五段早期開發區，多低矮的老舊住宅，且位處淡水河、基隆河交匯地。

## 歷任校長
| 任次     | 姓名   | 任期                    |
| -------- | ------ | ----------------------- |
| 第一任   | 沈峰範 | 1975年8月－?年?月       |
| 第二任   | 劉化仁 | ?年?月－?年?月          |
| 第三任   | 崔玉良 | ?年?月－1993年8月       |
| 第四任   | 陳如岳 | 1993年8月－1997年8月    |
| 第五任   | 張文榮 | 1997年8月－2005年8月    |
| 第六任   | 劉明晃 | 2005年8月－2011年8月    |
| 第七任   | 齊祿禎 | 2011年8月－2016年8月    |
| 代理校長 | 董祝祐 | 2014年5月－2014年9月9日 |
| 第八任   | 羅永治 | 2016年8月-2020年8月     |
| 第九任   | 蔡新淵 | 2020年8月-現任至今      |

## 傑出校友
- 廖允
- 金剛
- 周繼偉
- 葫蘆偉

## 校歌
顧大我詞，楊文貴曲

淡水河畔，台北市郊，這是我們可愛的學校。葫蘆國小！葫蘆國小！

讀書識字，唱歌舞蹈，感謝我們師長的教導，莫負今朝！莫負今朝！

勤奮樸實，刻苦耐勞，這是我們努力的目標。永遠記牢！永遠記牢！

雙手萬能，發明創造，邁向國富民強的大道，耕耘趁早！耕耘趁早！

## 外部連結
- 臺北市士林區葫蘆國民小學 （页面存档备份，存于）
- 葫蘆國民小學校歌 （页面存档备份，存于）
- 臺北市政府教育局所屬各級學校 （页面存档备份，存于）